# Tuhawaiki Point Lighthouse
Das Tuhawaiki Point Lighthouse oder Jack’s Point Lighthouse ist ein noch in Betrieb befindlicher Leuchtturm in der Nähe von Timaru an der Ostküste der Südinsel von Neuseeland.

## Geographie
Der Leuchtturm befindet sich am Jack’s Point 5 km südlich von Timaru. Rund 40 m landeinwärts passiert der South Island Main Trunk Railway den Turm. Zu erreichen ist der Leuchtturm vom New Zealand State Highway 1 aus über die kleine Ansiedlung Scarborough.

## Name
Der Standort ist nach dem Maori-Häuptling Hone (Jack) Tuhawaiki benannt, der zum Ngāi-Tahu-Stamm gehörte.

## Geschichte
Der Leuchtturm wurde 1903 an seinem heutigen Platz errichtet und sollte das unzureichende Leuchtfeuer des Hafens von Timaru ersetzen. Konstruiert wurde der gusseiserne Leuchtturm aber schon 1866 und verrichtete seinen Dienst anfangs auf Somes Island im Wellington Harbour, bis er im Jahr 1900 durch einen neuen Turm ersetzt wurde und nach Timaru kam. Bereits ein Jahr nach seiner Errichtung südlich von Timaru wurde das Leuchtfeuer automatisiert und ab 1930 ohne Personal betrieben.